# Krepost
Krepost (în bulgară Крепост) este un sat în Obștina Dimitrovgrad, Regiunea Haskovo, Bulgaria.

## Demografie
Componența etnică a satului Krepost
     Romi (18,04%)
     Bulgari (77,14%)
     Nicio identificare (4,52%)
     Altele (0,27%)
La recensământul din 2011, populația satului Krepost era de 1.435 locuitori. Din punct de vedere etnic, majoritatea locuitorilor (77,14%) erau bulgari, cu o minoritate de romi (18,04%). Pentru 4,52% din locuitori nu este cunoscută apartenența etnică.

## Harte
- bgmaps.com
- emaps.bg
- Google